# Malik Mokdad
Malik Mokdad, né le 5 mars 1980, est un taekwondoïste français.
Il remporte la médaille de bronze dans la catégorie des moins de 58 kg aux Championnats d'Europe de taekwondo 2006.